# 바다 탐험대 옥토넛 시즌 4: 빙하탐험선S
《바다 탐험대 옥토넛 시즌 4: 빙하탐험선S》(영어: OCTONAUTS Season4: GUP-S)는 2016년 공개된 영국의 애니메이션 영화이다.

## 줄거리
1. 1. 아기 바다코끼리 (The Walrus Pups)

```
조카들이 옥토포드에 놀러 오자 바나클은 새로운 스카우트 배지에 도전하라며 유빙 장애물 코스로 아이들을 데려간다. 하지만 멀리서 들려오는 아기 바다코끼리들 울음소릴 들은 바나클과 아이들은 아기들을 구하러 얼음을 건너가지만 거대한 빙산이 다가오면서 위험에 빠지는데...
```

 #2. 비밀 호수 (The Hidden Lake)
```
남극대륙으로 탐험을 나갔던 바나클, 콰지, 페이소, 셸링턴은 두꺼운 얼음 속에 수백만 년이나 숨겨져 있던 붉은 호수를 발견하지만 녹으로 가득한 호수를 본 셸링턴은 생물이 살 수 없을 거라며 실망한다. 하지만 모두 잠든 밤, 현미경 안에서 작은 미생물이 말을 걸어오는데...
```

```
#3. 얼음 협곡 탐험 (Operation Deep Freeze)
```

 북극의 북극곰 스카우트 구조본부 통신을 연결하기 위해 바나클은 트랙이 담당하고 있는 구조본부를 찾고, 그곳에서 남극에서 온 구조신호를 듣게 된다. 신호를 보내는 곳은 오랫동안 버려져 있던 연구시설! 바나클과 대원들은 신호를 보낸 동물을 찾기 위해 급히 남극으로 향하는데...
```
#4. 황제펭귄 (The Emperor Penguins)
```

 셸링턴이 낫퀵 교수와 함께 알을 품은 아빠 펭귄들을 돌볼 동안 엄마 황제펭귄들의 먹이사냥을 관찰하러 떠났던 바나클과 대쉬는 처음 먹이 사냥을 나온 펄디타가 바다에서 부상을 당하자 펄디타를 가족에게 데려다 주기 위해 사나운 눈 폭풍을 뚫고 가는데...

## 출연진(한국어 더빙)
- 하성용 - 바나클 역
- 정재헌 - 콰지 역
- 엄상현 - 페이소/트래커 역
- 윤승희 - 대쉬 역
- 김정은 - 잉클링 교수/낫퀵 역
- 유동균 - 셀링턴 역
- 김율 - 트윅 역
- 한경화 - 튜닙 역